# 模糊翻譯
模糊翻譯（英語：Fuzzy translation）是一種自動機器翻譯的應用技巧，利用了模糊邏輯的方式，為有歧義的詞語提供可能性較高的搭配；並利用模糊匹配的方式為有多個分詞可能的句子作正確的分詞。模糊翻譯目前已在應用當中。

## 簡介
自動機器翻譯與機器輔助翻譯，在於使用自動翻譯的人很多時都是對源文的語言一無所知。因此，一旦在翻譯過程中出現歧義，沒有可能讓使用者決定正確的解釋。所以，電腦必須根據上文下理而決定詞語的意義。而模糊邏輯就是電腦選詞所採用的算法，一般都會透過人工神经网络來實現。